# Earle D. Willey

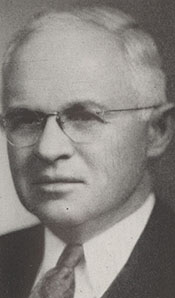
Earle D. Willey

Earle Dukes Willey (* 21. Juli 1889 in Greenwood, Delaware; † 17. März 1950 in Dover, Delaware) war ein US-amerikanischer Politiker. Zwischen 1943 und 1945 vertrat er den Bundesstaat Delaware im US-Repräsentantenhaus.

## Frühe Jahre
Nach der Grundschule besuchte Earle Willey bis 1911 das Dickinson College in Carlisle (Pennsylvania). Es folgten ein Jurastudium an der George Washington University in Washington, D.C. und seine Zulassung als Rechtsanwalt im Jahr 1920. Dazwischen war er von 1911 bis 1915 Lehrer an der Greenwood High School. In den Jahren 1915 bis 1917 war er Sekretär des Kongressabgeordneten Thomas W. Miller und von 1917 bis 1921 war er staatlicher Archivar (State Librarian).
Nach seiner Zulassung als Rechtsanwalt begann Willey in Dover in seinem neuen Beruf zu arbeiten. Er ging aber sehr bald in den öffentlichen Dienst und wurde stellvertretender Attorney General sowie Bezirksstaatsanwalt im Kent County. Dieses Amt bekleidete er von 1921 bis 1931. Zwischen 1931 und 1939 arbeitete Willey als Richter am Berufungsgericht im Kent County. Gleichzeitig war er seit 1933 auch Richter an den Jugendgerichten im Kent und im Sussex County.

## Politische Laufbahn
Politisch war Willey Mitglied der Republikanischen Partei. 1940 kandidierte er erfolglos für das Amt des Vizegouverneurs von Delaware. Von 1941 bis 1943 war er als Secretary of State geschäftsführender Beamter seines Heimatstaates. Außerdem war er Kurator der University of Delaware und einiger anderer Bildungseinrichtungen.
1942 wurde Willey gegen den demokratischen Amtsinhaber Philip A. Traynor in das US-Repräsentantenhaus gewählt. Dort konnte er zwischen dem 3. Januar 1943 und dem 3. Januar 1945 nur eine Legislaturperiode absolvieren, weil er bei den Wahlen des Jahres 1944 mit 50 % zu 49 % der Stimmen seinem Vorgänger Traynor unterlag. Nach seinem Ausscheiden aus dem Kongress arbeitete Willey wieder als Rechtsanwalt. Er starb am 17. März 1950 in Dover und wurde auf einem Friedhof in der Nähe seiner Geburtsstadt Greenwood beigesetzt.